# Natan Gregorčič
Natan Gregorčič, né le 26 avril 2004, est un coureur cycliste slovène. Il est membre de l'équipe Pogi Gusto Ljubljana.

## Biographie
Lors de la saison 2017, Natan Gregorčič se distingue en obtenant une vingtaine de victoires. Il devient notamment champion de Slovénie sur route, et sur piste, dans sa tranche d'âge. Quelques années plus tard, il remporte de nouveaux titres de champion de Slovénie chez les juniors. Il est aussi régulièrement sélectionné en équipe nationale. Sous les couleurs de son pays natal, il obtient diverses places d'honneur dans des compétitions internationales. Il participe également aux championnats du monde juniors en 2022. 
Pour ses débuts espoirs, il intègre l'équipe continentale Ljubljana Gusto Santic, qui évolue sous licence slovène. Toujours actif dans les vélodromes, il s'impose à plusieurs reprises aux championnats de Slovénie sur piste, chez les élites. Il finit par ailleurs troisième du contre-la-montre espoir et du critérium aux championnats nationaux sur route en 2024. 

## Palmarès sur route

### Par année
- 2021
  - 2e du championnat de Slovénie sur route juniors
  - 2e de Croatie-Slovénie
  - 3e du championnat de Slovénie du contre-la-montre juniors
- 2022
  -  Champion de Slovénie du contre-la-montre juniors
  - 3e du Trofeo Comune di Vertova
- 2024
  - 3e du championnat de Slovénie du contre-la-montre espoirs
  - 3e du championnat de Slovénie du critérium

### Classements mondiaux
| Année                                 | 2024  |
| ------------------------------------- | ----- |
| Classement mondial                    | 2223e |
| UCI Europe Tour                       | 1331e |
|                                       |       |
| Légende : nc = non classéSource : UCI |       |

## Palmarès sur piste

### Championnats nationaux
| - 2021 - Champion de Slovénie de poursuite juniors - Champion de Slovénie de poursuite par équipes juniors - Champion de Slovénie du scratch juniors - Champion de Slovénie de l'omnium juniors - Champion de Slovénie de course aux points juniors - Champion de Slovénie du kilomètre juniors - Champion de Slovénie de l'élimination juniors - 3e du championnat de Slovénie de vitesse par équipes juniors - 2022 - Champion de Slovénie de poursuite juniors - Champion de Slovénie de course aux points juniors - 3e du championnat de Slovénie de l'élimination juniors - 3e du championnat de Slovénie de vitesse par équipes juniors | - 2023 - Champion de Slovénie de poursuite - Champion de Slovénie de l'élimination - 2e du championnat de Slovénie du scratch - 2e du championnat de Slovénie de vitesse par équipes - 2e du championnat de Slovénie de poursuite par équipes - 3e du championnat de Slovénie du kilomètre - 3e du championnat de Slovénie de course aux points - 2024 - Champion de Slovénie de poursuite - Champion de Slovénie du kilomètre - 2e du championnat de Slovénie de l'élimination - 3e du championnat de Slovénie de vitesse par équipes - 3e du championnat de Slovénie de poursuite par équipes |  |